# Български чадър
Български чадър е предполагаемо оръжие за специални операции на секретните служби. Маскира се в чадър или друг битов предмет, който не би предизвикал подозрение при открито носене. Съдържа пневматичен механизъм за изстрелване на малки сферични проектили („сачми“). За постигане на поразяващо действие сачмите съдържат отрова, която се отделя при попадане в човешкото тяло. Поради изключително малкия калибър на оръжието отровата трябва да бъде много силна и въпреки това смъртта може да настъпи денонощия след поразяването. Предполага се, че емигриралият български писател-дисидент и журналист в BBC Георги Марков е атакуван с подобно оръжие на 7 септември 1978 г. в Лондон, на моста „Ватерло“. Приживе Марков заявява, че е бил блъснат от човек, който се навел, взел чадъра си от земята и изчезнал (виж Убийство на Георги Марков).
От този случай в съзнанието на публиката се закрепва името на оръжието. На следващия ден състоянието на Марков се влошава и той постъпва в болница, където умира в 9 ч и 45 мин на 11 септември. Аутопсиращият лекар открива подутина в крака на починалия и отделя тъканна проба.
В Британския държавен център по химическа защита в Портон Доун откриват в пробата малко платинено топче с диаметър 1,52 мм. Сачмата има два отвора, пробити под ъгъл 90 градуса. Диаметърът на отворите е 0.35 мм. Общият обем на отворите, в които може да се помести отровно вещество е 0.28 куб. мм. Единственото отровно вещество, чиято летална доза е в такъв малък обем, е рицинът. Според американския център за контрол на заболяванията (The U.S. Centers for Disease Control (CDC), минималната летална доза на рицина е 500 микрограма. На основата на това изчисление е предположено, че сачмата е съдържала рицин. Но нито по сачмата, нито в тялото на Марков са открити следи от това вещество.
Този метод е използван същата година и при опита за убийство на българския журналист-дисидент Владимир Костов в Парижкото метро.
През 1992 г. генералът от КГБ Олег Калугин прави разкрития за помощта, оказана от КГБ на българската Държавна сигурност за убийството на Георги Марков. Досието на писателя в „Държавна сигурност“ е изчезнало и истината за смъртта му остава неизяснена.
Не съществуват официални доказателства, че оръжие с формата на чадър е използвано за убийството на Г. Марков. Британската полиция не е успяла да открие как Марков е бил отровен.
Марков е бил запален ловец, ходил е на лов дори заедно с Тодор Живков и неговите приближени. Възможно е сачмата да е останала в тялото му от предишен ловен инцидент. Сачми с калибър като откритата се използват при лов на дребен пернат дивеч. При попадане в човешкото тяло могат да останат в организма и дори да не се открият и да останат там с десетилетия. Но използваните сачми за лов са от оловно-антимонова сплав и нямат отвори.

## Унищожаване на досието на Марков
При разследването за досието на Георги Марков през 1990 г. следователите установяват, че тогавашният началник на Първо главно управление на Държавна сигурност генерал Владимир Тодоров е поискал от шефа на архива полк. Радко Тодоров да унищожи всички следи, които извършителя е оставил. Все пак по-късно в един от кошовете със секретен боклук е открита бланката, с която секретарката на Тодоров е поискала от архива досието на Марков. В резултат на разкритията Тодоров е признат за виновен и осъден.